# Cachryx
Cachryx ist eine Leguangattung, die im südöstlichen Mexiko auf der Halbinsel Yucatán und in angrenzenden Gebieten vorkommt.

## Merkmale

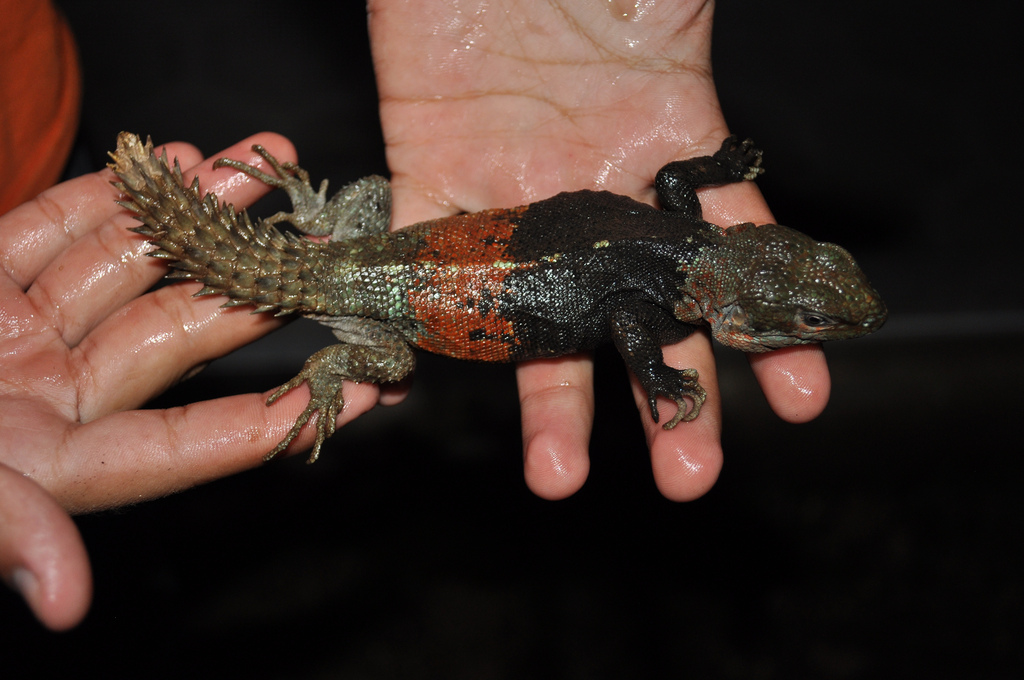
Cachryx defensor

Cachryx-Arten sind relativ farbenprächtige, kleine Leguane, die eine maximale Kopf-Rumpf-Länge von 17,5 Zentimeter erreichen. Charakteristisch für die Gattung ist der kurze, stachlige Schwanz, ähnlich wie der der Dornschwanzagamen aus Nordafrika und Vorderasien. Auch die Schuppen auf den Hinterbeinen sind stachelartig ausgebildet. Die Schuppen um das Scheitelauge sind kaum erkennbar oder fehlen. Hinter dem Mentalschild befinden sich zwei Schuppen (4 bei größeren Schwarzleguanen). Auf der Prämaxillare befinden sich im Durchschnitt 5 Zähne. Alle Zähne haben 5 oder mehr Höcker.

## Lebensraum
Cachryx-Arten leben kletternd auf den Bäumen der Trockenwälder, sehr versteckt auf Kalksteinfelsen und auch auf den Ruinen von Tempelpyramiden und anderen historischen Bauwerken aus der Zeit der Maya-Zivilisation.

## Systematik
Die Gattung Cachryx wurde 1866 durch den US-amerikanischen Zoologen Edward Drinker Cope mit der Erstbeschreibung des Yucatán-Schwarzleguans (Cachryx defensor) eingeführt. 1828 verschob der deutsche Zoologe Arend Friedrich August Wiegmann den Yucatán-Schwarzleguan in die Gattung Ctenosaura. 1995 beschrieb der deutsche Herpetologe Gunther Köhler eine nah verwandte Art, den Campeche-Schwarzleguan als Ctenosaura alfredschmidti. 2017 fand die amerikanische Biologin Catherine L. Malone und ihre Mitarbeiter, dass die zwei Arten die Schwestergruppe der zwei auf den Galapagosinseln vorkommenden Leguangattungen (Amblyrhynchus und Conolophus) sind und validierten daraufhin die Gattung Cachryx. Die Gattung Cachryx und die zu den Galapagosleguanen führende evolutionäre Linie haben sich vor etwa 8,5 Millionen Jahren voneinander getrennt. Die Schwestergruppe der von der Gattung Cachryx und den Galapagosleguanen gebildeten Klade sind die Schwarzleguane (Ctenosaura).
Zur Gattung Cachryx gehören zwei Arten:
- Campeche-Schwarzleguan (Cachryx alfredschmidti (Köhler, 1995))
- Yucatán-Schwarzleguan (Cachryx defensor Cope, 1866)